# Roberta Horneman
Roberta Horneman (Trondheim, 8 januari 1870 - aldaar, 15 augustus 1969) was een Noors zangeres op het gebied van klassieke muziek.
Ze werd geboren binnen het gezin van opperrechter Robert Nicolai Horneman (1815-1889) en Marie Augusta Hofgaard (1828-1923). Ze was de zuster van de Bergense zeemanspriester Henrik Horneman en van schilderes Sara Horneman. Ze huwde op 24 juni 1901 met schilder Einar Øfsti en kreeg met hem drie kinderen. Ze kenden elkaar al tien jaar, want in 1891 legde hij haar op het doek Ved pianoet ("Aan de piano") vast. Het huis van gezin Horneman stond bekend als verzamelplaats van kunstenaars.  
Ze kreeg haar muziekonderricht van Aglaja Orgeni. Er was geen grootse carrière voor haar weggelegd. Ze stond wel bekend als een goed zangpedagoog, ze gaf lessen vanuit Trondheim.
De enig bekende concerten van haar:
- 6 juni 1896 onder de paraplu van Sophie Reimers met ook Anna Scharffenberg en Kaja Fleischer; ze zong (alleen) duetten met Scharffenberg
- 28 april 1897 onder de paraplu van Anna Scharffenberg, medewerkenden Ragna Goplen en Kaja Fleischer;
- 5 september 1897 met Anna Scharffenberg en haar zuster Laura Scharffenberg in Stavanger, de geboorteplaats van de Scharffenbergs